# Hans Maarten van den Brink
Hans Maarten van den Brink (Oegstgeest, 1956) is een Nederlandse schrijver en journalist, die met zijn novelle Over het water vele literaire prijzen in de wacht sleepte.
Van den Brink begon als kunstredacteur bij het NRC Handelsblad en fungeerde voor de krant onder meer als correspondent in Spanje. Van 1995 tot 2001 was Van den Brink hoofdredacteur televisie bij de VPRO. Onder zijn leiding verschenen programma's als Andere Tijden, De Nieuwe Wereld, Laat Op De Avond, Sportpaleis De Jong, Veldpost en Waskracht!. Vervolgens was van den Brink directeur van Witte de With, centrum voor hedendaagse kunst in Rotterdam. Van april 2006 tot december 2014 was Van den Brink directeur van het Mediafonds.
Het rooms-katholieke geloof vormt bij Van den Brinks boeken een vanzelfsprekende achtergrond. In een interview met Liesbeth Eugelink sprak hij de wens uit ooit eens de grote katholieke roman te schrijven (Niets in mij gelooft dat, blz. 123-132). Centraal daarbij staat het godsdienstige begrip transsubstantiatie.

## Beknopte bibliografie
- 1985: Reis naar de West
- 1988: Boven de grond in Washington en New York
- 1993: De vooruitgang
- 1998: Over het water
- 1999: Hart van glas
- 2002: De dertig dagen van Sint Isidoor
- 2003: Reizigers bij een herberg
- 2016: Dijk
- 2017: Koning Wilders
- 2018: Het Ontbijtbuffet
- 2020: Aurora Schrijft
- 2024: Nachttrein naar Berlijn

Over het water, Dijk  en Hart van glas zijn in meerdere talen vertaald.